# Rhynchospiza stolzmanni
Rhynchospiza stolzmanni là một loài chim trong họ Emberizidae.